# Microserica schawalleri
Microserica schawalleri är en skalbaggsart som beskrevs av Ahrens 1998. Microserica schawalleri ingår i släktet Microserica och familjen Melolonthidae. Inga underarter finns listade i Catalogue of Life.